# بيو أي تراوري
بيو أي تراوري (بالفرنسية: Bio Aï Traoré)‏ (مواليد 9 يونيو 1985 في بورتو نوفو، بنين) هو لاعب كرة قدم دولي بينيني يجيد اللعب في مركز الوسط المدافع وبدرجة أقل قلب الدفاع. يلعب حاليا لصالح بوفل باراكو الذي ينافس في دوري بنين الممتاز منذ 2010.

## روابط خارجية
- بيو أي تراوري على موقع قاعدة بيانات كرة القدم.إي يو (الإنجليزية)
- بيو أي تراوري على موقع ناشيونال فوتبول تيمز (الإنجليزية)